# ۰۲۱ (فیلم)
«۰۲۱» (انگلیسی: 021) فیلمی پاکستانی در سبک مهیج است که در سال ۲۰۱۴ منتشر شد.